# Горб (село)
Горб (укр. Горб) — село в Колочавской сельской общине Хустского района Закарпатской области Украины.
Население по переписи 2001 года составляло 1418 человек. Почтовый индекс — 90043. Телефонный код — 3146. Код КОАТУУ — 2122482103.